# Kenny Florian
Kenneth " Ken Flo" Florian, född 26 maj 1976, är en amerikansk MMA-utövare som tävlar i organisationen UFC. Florian har i karriären besegrat bland andra Roger Huerta, Joe Stevenson och Takanori Gomi.

## Biografi
Florian har Brasiliansk jiu-jitsu och thaiboxning som grund men under high school och college var han även lovande i tennis och framför allt fotboll. Han gick sin första professionell MMA-match den 25 januari 2003 och samma år fick han svart bälte i Brasiliansk jiu-jitsu. Han var sedan en av deltagarna i mellanviktsklassen under första säsongen av realityserien The Ultimate Fighter. Han besegrade Chris Leben i semifinalen men förlorade sedan finalen mot Diego Sanchez på teknisk knockout den 9 april 2005.
Florians karriär i UFC fortsatte och han vann sina tre efterföljande matcher och fick då chansen att gå en match om titeln i lättviktsdivisionen mot Sean Sherk på UFC 64 den 14 oktober 2006. Matchen gick alla fem ronderna men Sherk vann på poäng. Efter förlusten vann Florian sex raka matcher och han rankades nu som den sjunde bästa lättviktaren i världen av Sherdog. På UFC 91 den 15 november 2008 vann han mot Joe Stevenson via submission i första ronden och han ansågs efter det vara den största utmanaren till B.J. Penns titel. Florian gick sin andra match om mästartiteln i lättvikt när han mötte B.J. Penn på UFC 101 den 8 augusti 2009. Penn försvarade sin titel genom att besegra Florian i den fjärde ronden. Efter förlusten mot Penn vann Florian två raka segrar över Clay Guida och Takanori Gomi, båda på submission. I augusti 2010 förlorade han dock mot den då obesegrade Gray Maynard.
Efter att ha tillbringat största delen av sin karriär som lättviktare och bland annat gått två titelmatcher i viktklassen offentliggjorde Florian i februari 2011 att han fortsättningsvis kommer att tävla i den lättare viktklassen fjädervikt. Han sade att hans mål vara att vinna bältet i viktklassen och att han senare skulle återgå till lättviktsdivisionen.